# 阮福綿宰
阮福綿宰（越南语：／，1822年10月21日—1844年12月5日），字仲真（越南语：／），號松墅（越南语：／），越南阮朝明命帝第十八子，生母安嬪胡氏隨。
明命三年九月初七日（1822年10月21日），阮福綿宰在順化皇城出生。年少進學，博覽群書，學行俱優。明命二十一年（1840年）三月，受封為思義郡公（越南语：／）。紹治四年十月二十六日（1844年12月5日），阮福綿宰去世，壽二十三歲，紹治帝悼惜良久，輟朝三日，賜錢一千緡，追贈義國公（越南语：／），賜諡恭達。命寧順公阮福綿宜前往致祭，綏國公阮福綿寊作誄。葬於承天府香水縣居正總月瓢社。

## 子女
阮福綿宰有2子1女。後裔按御賜殳字部起名。
- 長子阮福洪殽，襲封敦義亭侯，後因事奪爵。
- 某子
  - 孫阮福膺毊，襲封奉國卿。